# Точка Дрейпера
То́чка Дре́йпера (англ. Draper point) — примерная температура, выше которой практически все твёрдые материалы испускают электромагнитное излучение абсолютно чёрного тела в видимом диапазоне. Значение точки — 977 °F (525 °C, 798 K), было открыто Джоном Дрейпером в 1847 году.
Тела, имеющие температуру ниже точки Дрейпера, выделяют преимущественно инфракрасное излучение и ничтожное количество видимого света. Математически значение точки может быть рассчитано с помощью закона смещения Вина: максимальная частота {\displaystyle \nu _{\text{max}}} (в герцах) относится к температуре следующим образом:
{\displaystyle \nu _{\text{max}}=2,821{\frac {kT}{h}},}
где
{\displaystyle k} — постоянная Больцмана,
{\displaystyle h} — постоянная Планка,
{\displaystyle T} — температура (в кельвинах).
При подстановке точки Дрейпера в это уравнение получается частота 83 ТГц, или длина волны 3,6 мкм, находящаяся в инфракрасном диапазоне и не видима человеческому глазу. Тем не менее, незначительная часть излучения вблизи пиковой интенсивности (приблизительно 0,7—1 мкм) видна человеческим глазом как тускло-красное свечение.
Согласно закону Стефана — Больцмана, чёрное тело в точке Дрейпера излучает почти исключительно инфракрасное излучение мощностью 23 кВт/м².